# Élections générales britanniques de 2010
Les élections générales britanniques ont eu lieu le 6 mai 2010, après la dissolution du Parlement par la reine Élisabeth II, sur demande du Premier ministre Gordon Brown, le 12 avril 2010. Ce scrutin renouvelle les 650 membres (Member of Parliament ou MP) de la Chambre des communes, la chambre basse du Parlement du Royaume-Uni. Les députés sont élus au scrutin uninominal majoritaire à un tour : dans chaque circonscription, le candidat ayant le plus de voix est élu en toutes circonstances.
Le Parti travailliste, mené par le Premier ministre Gordon Brown, a tenté de préserver sa majorité absolue, qu'il détenait depuis 1997. Le Parti conservateur, porté par David Cameron, espérait quant à lui revenir au 10 Downing Street, treize ans après la défaite de John Major face à Tony Blair.
Les résultats, qui commencent à tomber dans la nuit du 6 au 7 mai 2010 et sont annoncés officiellement dans la matinée du 7 mai 2010, débouchent sur une situation inédite depuis 1974 : un parlement sans majorité. Le Parti conservateur arrive en tête, comme prévu par les sondages, avec 306 sièges, suivi du Parti travailliste avec 258 sièges et des Libéraux-démocrates avec 57 sièges. Après cinq jours de négociations entre Tories et LibDems, puis entre Labour et LibDems, un accord est finalement trouvé entre conservateurs et libéraux-démocrates. Le 11 mai 2010, Gordon Brown démissionne et David Cameron devient Premier ministre du Royaume-Uni.

## Mode de scrutin
Le scrutin est uninominal majoritaire à un seul tour. Le pays est divisé en 650 circonscriptions (constituencies) et chacune de ces circonscriptions élit un député à la Chambre des communes. Au sein de chaque circonscription, c'est le candidat ayant obtenu le plus de voix qui est élu (système du « first past the post »).
Ce système favorise l'émergence d'un système où seuls deux partis dominent, et avantage encore plus le parti arrivé en tête. Ainsi, aux élections législatives, en 2005, le Parti travailliste n'a récolté que 35,3 % des suffrages (3 points devant le Parti conservateur), mais a obtenu la majorité des sièges (356, contre seulement 198 pour les conservateurs). De même, en 2010, certains sondages plaçaient les travaillistes en tête en nombre de sièges, bien qu'en difficulté. Le parti arrivé second peut également l'emporter : en 1950 les conservateurs avec 48 % des voix ont obtenu 321 élus quand les travaillistes avec 48,8 % n'en obtenaient que 295.
Dans le cas, rare vu le type de scrutin, où aucun parti n'arrive à obtenir la majorité des sièges (« hung parliament »), c'est le parti au pouvoir qui dispose de la priorité pour former un gouvernement de coalition, s'il est en mesure de le faire. Au vu des derniers sondages, un parlement sans majorité apparaissait comme une hypothèse très probable avant le scrutin de 2010.

## Déroulement de l'élection
Les élections législatives n'ont pas de date fixe au Royaume-Uni : le Premier ministre en exercice dispose d'un délai maximum de cinq ans pour organiser de nouvelles élections. Dans les faits, une législature dure le plus souvent quatre ans. Pour le scrutin de 2010, le Premier ministre Gordon Brown a attendu le dernier moment pour organiser le scrutin, puisque les dernières élections avaient eu lieu en 2005. Formellement, pour organiser l'élection, le Premier ministre doit demander à la reine la dissolution du Parlement. C'est le 12 avril 2010 que Gordon Brown s'est rendu au Palais de Buckingham pour demander la dissolution du Parlement. C'est également à cette occasion que la date du scrutin a été fixée au 6 mai 2010, jour du centenaire du décès du roi Édouard VII d'Angleterre.

## Résumé de la campagne
Ces élections sont marquées par un important renouvellement des membres du parlement, puisqu'environ un quart des députés sortants ne se représentent pas, notamment à la suite des scandales des notes de frais.
L'élection a lieu dans un contexte de crise économique pour le Royaume-Uni. Les années 2008 et 2009 ont été marquées par une récession de 6,2 %, la dette publique atteint 60 % du PIB et celle des ménages 170 % de leurs revenus. La question de la réduction des déficits publics a été au cœur de la campagne, et les trois principaux partis en ont fait leur priorité : en effet, le déficit public du Royaume-Uni pourrait devenir le plus important de l'Union européenne, avec 12 % du PIB. Les propositions des différents partis sur ce sujet n'ont pas été très différentes : coupe dans les dépenses publiques et pression fiscale supplémentaire, ce qui n'a sans doute pas contribué à faire émerger une majorité claire.
Le Parti conservateur défend un programme mettant l'accent sur la réduction du rôle de l’État dans la sphère économique, s'inscrivant pour l'essentiel dans la continuité des politiques mises en œuvre par le New Labour de Tony Blair. Sous l'impulsion de David Cameron, les Tories se montrent plus ouverts qu'auparavant sur les questions dites sociétales (immigration, droit des « minorités », mariage homosexuel, etc). 
Au pouvoir depuis 13 ans, le Labour a perdu une partie de son électorat traditionnel et présente un bilan en demi-teinte incluant la poursuite de la financiarisation de l’économie du pays, la réduction de moitié du nombre de lits d’hôpitaux depuis 1997, l’instillation d’outils de gestion d’entreprise dans les services publics et l’accroissement des inégalités.
Les journaux The Economist et The Times appellent à voter conservateur, alors que The Guardian soutient les libéraux-démocrates.

### Évènements marquants

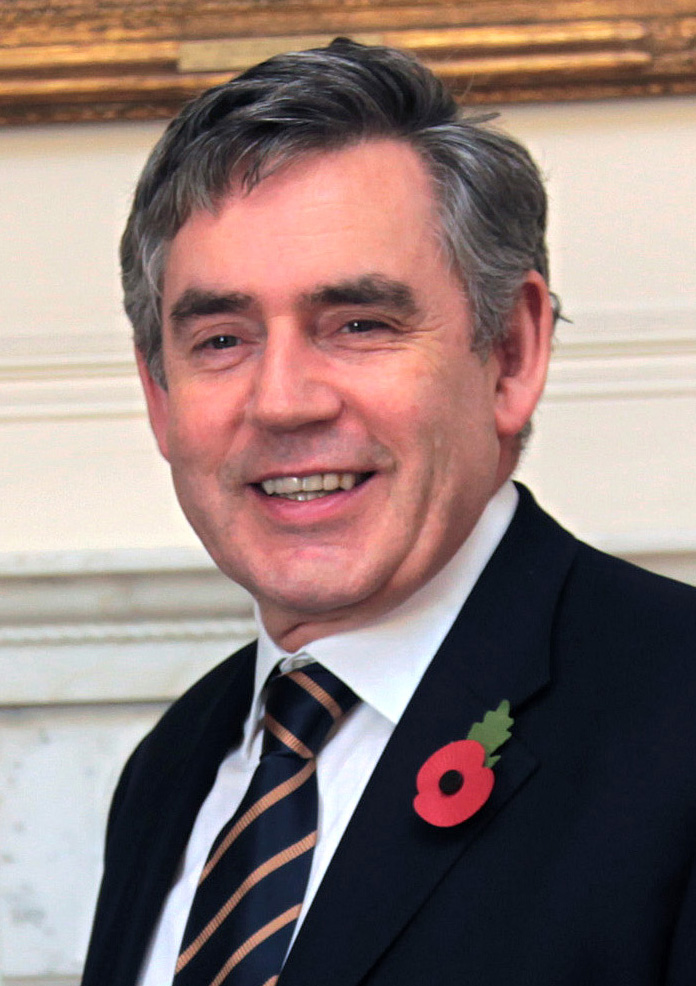
Gordon Brown, chef du Parti travailliste et Premier ministre sortant.

Le 28 avril, Gordon Brown, à la suite d'un entretien filmé, décrit une retraitée de 65 ans, Gillian Duffy, comme une « sectaire », après qu'elle lui a posé des questions sur les personnes vulnérables ne recevant pas de prestations et sur l'immigration en provenance des pays de l'est. Les propos de Brown ont été enregistrés par un reporter de Sky News et largement diffusés. Peu après l'incident, Brown a répondu aux questions de Jeremy Vine en direct sur BBC Radio 2, où il a publiquement présenté ses excuses à Duffy. Par la suite, Brown a rendu visite à cette dernière dans sa maison pendant 45 minutes afin de présenter des excuses en personne. En sortant, il se décrit comme un pécheur « pénitent », tandis que Duffy a refusé de répondre aux questions de la presse. Dans une enquête tenue secrète réalisée pour The Sun, une courte majorité de personnes interrogées admettent qu'il s'agissait d'une « tempête dans un verre d'eau » et que cela ne devrait pas entraîner de bouleversements sérieux au sein de l'opinion publique. Duffy a affirmé plus tard au Mail on Sunday qu'elle avait accepté les excuses de Brown lors de leur rencontre, mais qu'elle n'avait pas voulu lui serrer la main devant les caméras, avant de dire qu'elle allait finalement s'abstenir lors du vote.
Le même jour, le Parti national écossais (SNP) a échoué dans une action en justice visant à faire interdire la diffusion en Écosse de la troisième et dernière partie du débat opposant Brown, Cameron et Clegg. Le SNP était motivé par le fait que « la société BBC avait enfreint les règles en matière d'impartialité en l'excluant » du débat. Le juge, Lady Smith, jugeant la plainte du SNP imprécise, a finalement refusé de condamner la BBC.

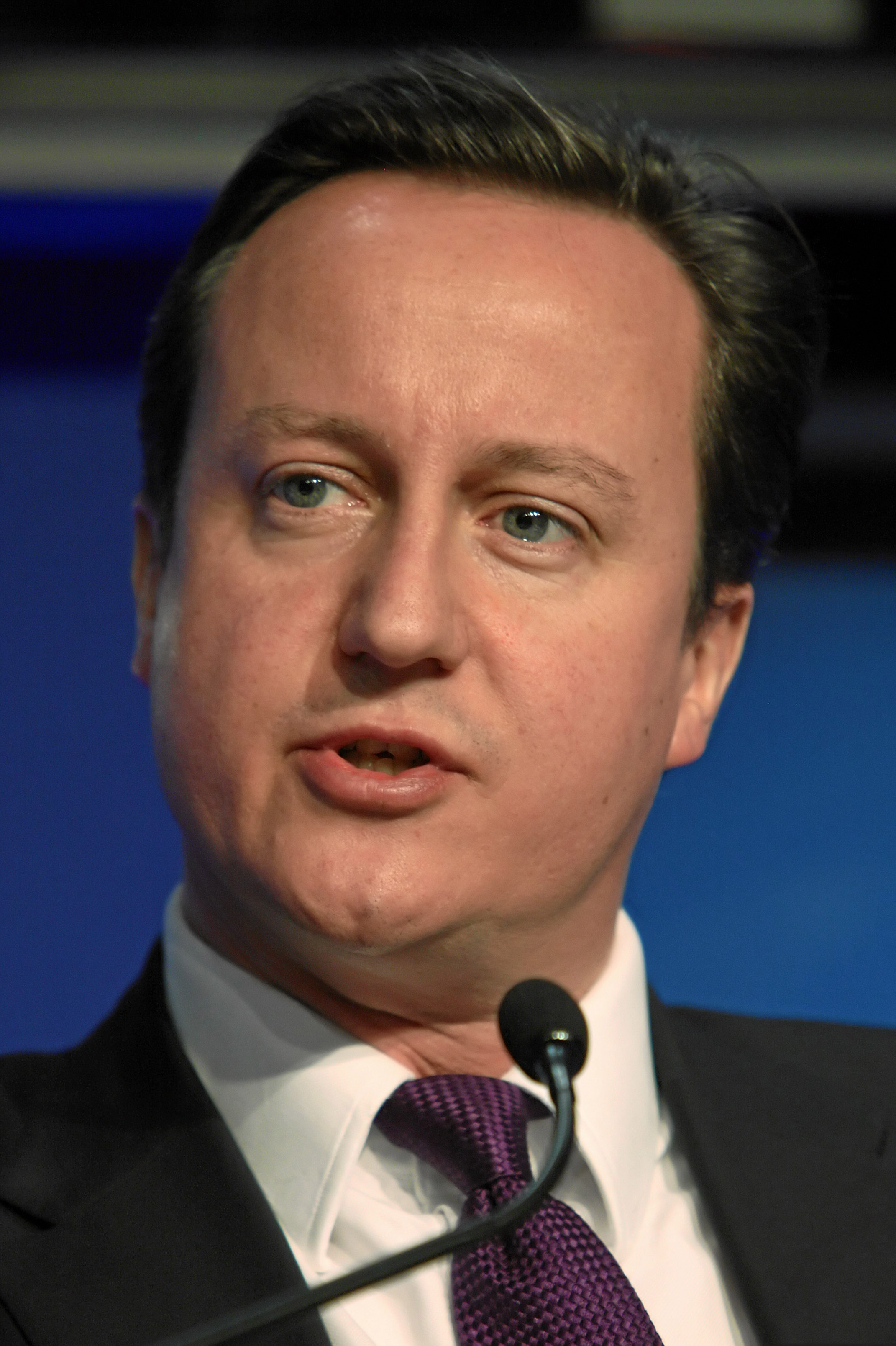
David Cameron, chef de file des conservateurs.

Le 29 avril, Kerry McCarthy, le candidat du Parti travailliste dans la circonscription Bristol-Est, a révélé une fraude sur les votes par correspondance exprimés dans la circonscription sur le site de réseau social Twitter. La police a assuré qu'elle allait enquêter sur « une éventuelle violation de la loi électorale ». Le Conseil municipal de Bristol a pour sa part déclaré qu'il s'agissait d'une « affaire criminelle » et que la police devait prendre des mesures à son sujet. Plusieurs affaires de suspicion de fraude électorales du même type ont été révélées par la suite.
Le lendemain, l'ancien Premier ministre Tony Blair intervient dans la campagne électorale lors d'une visite du Labour dans une polyclinique de Harrow Ouest, pour soutenir son parti en difficultés à l'approche du scrutin.
Dans les derniers jours de la campagne, l'attention s'est focalisée sur Philippa Stroud. Cette candidate du Parti conservateur, réputée proche de David Cameron, a été accusé d'avoir fondé une association évangélique visant à « soigner » les homosexuels. Elle s'est défendue, d'avoir assimilé l'homosexualité à une maladie. La polémique, alimentée surtout par Internet, a aussi porté sur le fait que les médias traditionnels ont tardé à s'intéresser à l'affaire.
Le 5 mai, Simon Bennett démissionne de son poste de chef de l'exploitation des ressources Internet du Parti national britannique (BNP), puis redirige le site officiel du parti d'extrême droite sur son propre site, sur lequel il lance une attaque contre la direction du mouvement. Dans la foulée, Bob Bailey, candidat BNP pour Romford, est filmé par la BBC en train d'importuner un groupe d'hommes d'origine orientale. Après que l'un d'eux lui a craché dessus, en réponse, il en vient aux mains et il s'ensuit un affrontement de courte durée entre le groupe oriental et des militants du BNP.
Enfin, le jour du scrutin, de nombreux électeurs n'ont pas pu voter avant la fermeture des bureaux de vote, à 22 h, à cause d'une affluence trop importante à ce moment-là.

### Médias

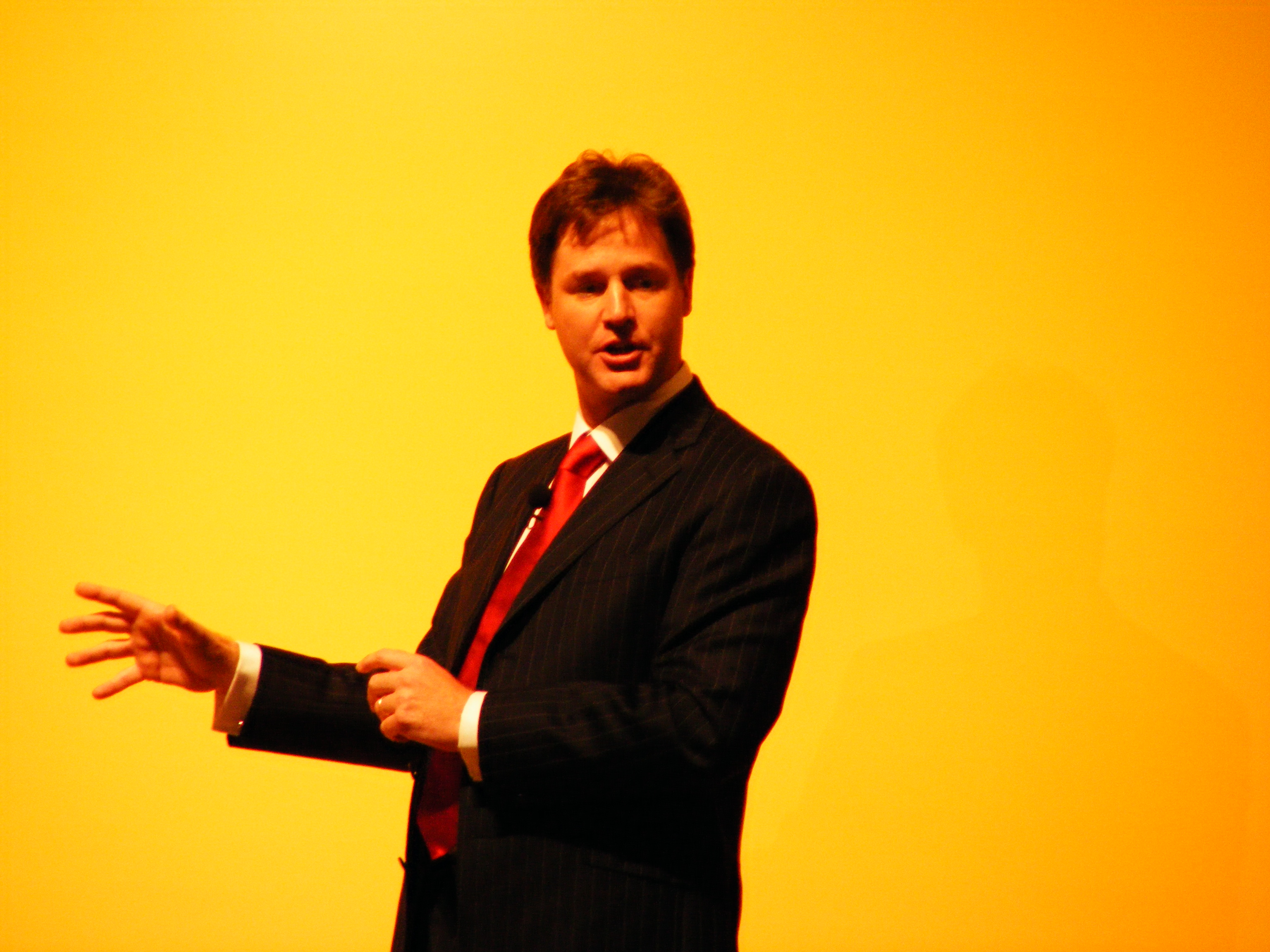
Le chef des Libéraux-démocrates, Nick Clegg, a enregistré un important gain de popularité après ses bonnes prestations dans les débats télévisés.

Pour la première fois dans l'histoire politique britannique, les trois candidats au poste de Premier ministre se sont affrontés au cours de trois débats télévisés. Ces débats ont permis aux Libéraux-démocrates d'enregistrer un bond dans les sondages, devançant, dès le lendemain du premier débat, le Parti travailliste.
Les principaux titres de la presse écrite ont pour habitude de prendre parti pour un des camps en lice, et ce scrutin ne déroge pas à la règle. Du côté de la presse traditionnelle, The Times, quotidien conservateur qui avait pourtant soutenu le Parti travailliste lors des trois derniers scrutins, décide de se ranger du côté des Tories. The Guardian, plutôt au centre-gauche et soutien habituel du Parti travailliste, décide de soutenir les Libéraux-démocrates. The Independent, également au centre-gauche, soutient aussi les LibDems. Enfin, le Financial Times, s'est prononcé quelques jours avant le début du scrutin en faveur du Parti conservateur. Du côté des tabloïds, The Sun soutient les Tories, tandis que The Daily Mirror reste au côté du Labour, mais avant tout pour faire barrage aux conservateurs. Cependant, le rôle de la presse reste malgré tout mitigé, et plus encore lors de cette élection, où les débats télévisés et dans une moindre mesure les médias Internet ont occupé beaucoup d'espace médiatique.

### Sondages
Les sondages ont, de façon constante, placé le Parti conservateur en tête des intentions de vote. C'est principalement la montée des libéraux-démocrates qui pourrait empêcher les conservateurs d'obtenir la majorité absolue des sièges, et déboucher sur un parlement sans majorité. Les sondages annoncent un écart quasi-historique entre conservateurs et travaillistes, ainsi qu'un résultat historiquement élevée pour les LibDems, qui pourraient même être le deuxième parti en nombre de voix.
Les sondages montrent également qu'une large part de ceux qui déclarent voter conservateur le font plus par rejet du Labour et de Gordon Brown, que par adhésion au projet des Tories. Enfin, les Libéraux-démocrates semblent avoir bénéficié de la campagne pour rallier un grand nombre d'indécis.

Intentions de votes depuis les dernières élections

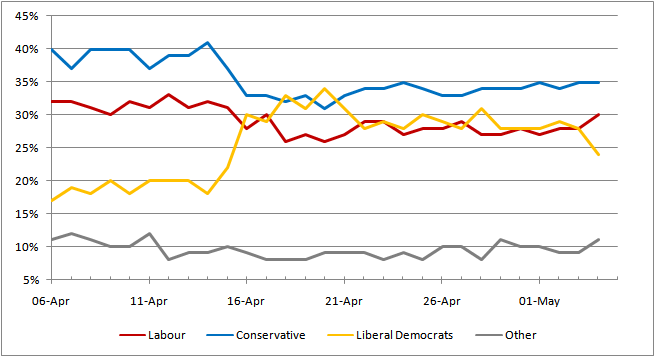
Évolution des sondages depuis l'annonce de la tenue des élections (sondages YouGov).

## Résultats

### Nationaux
|                        |                                          |            |       |      |        |               |  |  |  |
| Parti                  | Parti                                    | Voix       | %     | +/-  | Sièges | +/-           |  |  |  |
|                        | Parti conservateur                       | 10 703 754 | 36,05 | 3,69 | 306    | 108           |  |  |  |
|                        | Parti travailliste                       | 8 606 517  | 28,99 | 6,20 | 258    | 97            |  |  |  |
|                        | Libéraux-démocrates                      | 6 836 248  | 23,03 | 0,98 | 57     | 5             |  |  |  |
|                        | Parti pour l'indépendance du Royaume-Uni | 919 546    | 3,10  | 0,87 | 0      | en stagnation |  |  |  |
|                        | Parti national britannique               | 563 743    | 1,90  | 1,19 | 0      | en stagnation |  |  |  |
|                        | Parti national écossais                  | 491 386    | 1,66  | 0,14 | 6      | en stagnation |  |  |  |
|                        | Parti vert                               | 285 612    | 0,96  | 0,01 | 1      | 1             |  |  |  |
|                        | Sinn Féin                                | 171 942    | 0,58  | 0,06 | 5      | en stagnation |  |  |  |
|                        | Parti unioniste démocrate                | 168 216    | 0,57  | 0,32 | 8      | 1             |  |  |  |
|                        | Plaid Cymru                              | 165 394    | 0,56  | 0,08 | 3      | en stagnation |  |  |  |
|                        | Parti social-démocrate et travailliste   | 110 970    | 0,37  | 0,09 | 3      | en stagnation |  |  |  |
|                        | Parti unioniste d'Ulster                 | 102 361    | 0,34  | 0,13 | 0      | 1             |  |  |  |
|                        | Démocrates anglais                       | 64 826     | 0,22  | 0,16 | 0      | en stagnation |  |  |  |
|                        | Alliance                                 | 42 762     | 0,14  | 0,04 | 1      | 1             |  |  |  |
|                        | Parti du respect                         | 33 251     | 0,11  | 0,14 | 0      | 1             |  |  |  |
|                        | Voix unioniste traditionnelle            | 26 300     | 0,09  | Nv   | 0      | en stagnation |  |  |  |
|                        | Autres partis                            | 262 094    | 0,88  | –    | 0      | en stagnation |  |  |  |
|                        | Indépendants                             | 182 299    | 0,61  | 0,61 | 1      | en stagnation |  |  |  |
|                        | Président de la Chambre                  | 22 860     | 0,08  | –    | 1      | en stagnation |  |  |  |
|                        |                                          |            |       |      |        |               |  |  |  |
| Suffrages exprimés     | Suffrages exprimés                       | 29 687 604 | 98,99 |      |        |               |  |  |  |
| Votes blancs et nuls   | Votes blancs et nuls                     | 303 867    | 1,01  |      |        |               |  |  |  |
| Total                  | Total                                    | 29 991 471 | 100   | –    | 650    | en stagnation |  |  |  |
| Abstentions            | Abstentions                              | 15 605 990 | 34,23 |      |        |               |  |  |  |
| Inscrits/participation | Inscrits/participation                   | 45 597 461 | 65,77 |      |        |               |  |  |  |

### Par pays constitutifs

#### Angleterre
| Parti                       | Parti                       | Votes      | %    | Sièges | +/-           |
| --------------------------- | --------------------------- | ---------- | ---- | ------ | ------------- |
|                             | Parti conservateur          | 9 931 029  | 39,6 | 298    | 92            |
|                             | Parti travailliste          | 7 042 398  | 28,1 | 191    | 87            |
|                             | Libéraux-démocrates         | 6 076 189  | 24,2 | 43     | 4             |
|                             | UKIP                        | 866 633    | 3,5  | 0      | en stagnation |
|                             | Parti national britannique  | 532 333    | 2,1  | 0      | en stagnation |
|                             | Parti vert                  | 258 954    | 1,0  | 1      | 1             |
|                             | Autres                      | 377 561    | 1,5  | 0      | -             |
|                             |                             |            |      |        |               |
| Total/Taux de participation | Total/Taux de participation | 25 085 097 | 65,5 | 533    | 4             |

#### Écosse
| Parti                       | Parti                       | Votes     | %    | Sièges | +/-           |
| --------------------------- | --------------------------- | --------- | ---- | ------ | ------------- |
|                             | Parti travailliste          | 1 035 528 | 42,0 | 41     | en stagnation |
|                             | Parti national écossais     | 491 386   | 19,9 | 6      | en stagnation |
|                             | Libéraux-démocrates         | 465 471   | 18,9 | 11     | en stagnation |
|                             | Parti conservateur          | 412 855   | 16,7 | 1      | en stagnation |
|                             | Autres                      | 60 482    | 2,5  | 0      | en stagnation |
|                             |                             |           |      |        |               |
| Total/Taux de participation | Total/Taux de participation | 2 465 722 | 63,8 | 59     | en stagnation |

#### Pays de Galles
| Parti                       | Parti                       | Votes     | %    | Sièges | +/-           |
| --------------------------- | --------------------------- | --------- | ---- | ------ | ------------- |
|                             | Parti travailliste          | 531 601   | 36,2 | 26     | 4             |
|                             | Parti conservateur          | 382 730   | 26,1 | 8      | 5             |
|                             | Libéraux-démocrates         | 295 164   | 20,1 | 3      | 1             |
|                             | Plaid Cymru                 | 165 394   | 11,3 | 3      | 1             |
|                             | UKIP                        | 35 690    | 2,4  | 0      | en stagnation |
|                             | Parti national britannique  | 23 088    | 1,6  | 0      | en stagnation |
|                             | Autres                      | 33 023    | 2,3  | 0      | en stagnation |
|                             |                             |           |      |        |               |
| Total/Taux de participation | Total/Taux de participation | 1 466 690 | 64,9 | 40     | en stagnation |

#### Irlande du Nord
| Parti                       | Parti                                  | Votes   | %    | Sièges | +/-           |
| --------------------------- | -------------------------------------- | ------- | ---- | ------ | ------------- |
|                             | Sinn Féin                              | 171 942 | 25,5 | 5      | en stagnation |
|                             | Parti unioniste démocrate              | 168 216 | 25,0 | 8      | 1             |
|                             | Parti social-démocrate et travailliste | 110 970 | 16,5 | 3      | en stagnation |
|                             | Parti unioniste d'Ulster               | 102 361 | 15,2 | 0      | 1             |
|                             | Parti de l'Alliance d'Irlande du Nord  | 42 762  | 6,3  | 1      | 1             |
|                             | Voix unioniste traditionnelle          | 26 300  | 3,9  | 0      | Nv.           |
|                             | Autres                                 | 51 320  | 7,6  | 1      | 1             |
|                             |                                        |         |      |        |               |
| Total/Taux de participation | Total/Taux de participation            | 673 871 | 57,6 | 18     | en stagnation |

## Analyse

Carte des résultats par circonscription

Répartition des voix.

Résultats par parti par circonscription.

Résultats en sièges par régions.

Comme prévu par la majorité des sondages, le Parti conservateur arrive en tête, en nombre de voix comme en nombre de sièges, mais ne peut obtenir la majorité absolue, qui se situe à 326 sièges. C'est le premier Parlement minoritaire depuis 1974.
Le nombre des députés provenant du secteur financier a doublé à l'issue de ces élections, et celui des anciens consultants en entreprise a triplé. En revanche, la part issue du personnel de santé a été divisée par deux, et celle provenant de l’éducation par trois.

## Après l'élection
Malgré la défaite du Parti travailliste, Gordon Brown reste à son poste de Premier ministre dans les jours suivants l'élection, puisque aucun parti n'est en mesure de former un gouvernement majoritaire.
David Cameron, le chef du Parti conservateur a tendu la main à son homologue libéral-démocrate Nick Clegg en vue d'une alliance de leurs partis respectifs : cette coalition disposerait alors de la majorité absolue. Gordon Brown a également annoncé qu'il était prêt à négocier avec les Libéraux-démocrates, si leurs négociations avec les conservateurs venaient à échouer.
Les conservateurs pourraient également former un gouvernement minoritaire en recherchant l'appui des petits partis unionistes d'Irlande du Nord.
Nick Clegg, qui apparaît alors clairement comme le « faiseur de roi », avait annoncé avant le scrutin qu'il serait plus enclin à négocier en priorité avec le parti qui arriverait en tête. De fait, les négociations avec les Tories commencent dès le lendemain de l'élection. Les négociations portent avant tout sur la question du système électoral : les LibDems veulent l'introduction d'une forme de proportionnelle alors que les Tories sont a priori opposés à toute réforme sur ce sujet. Des militants libéraux-démocrates ont également manifesté leur opposition à une alliance de leur parti avec le Parti conservateur. En effet, l'orientation politique des militants de ce parti est généralement plus à gauche que celle de leurs dirigeants.
Le 10 mai, Gordon Brown annonce sa démission de la direction du Parti travailliste avant l'automne 2010. Cette démission a pour objectif de favoriser des possibles négociations entre travaillistes et libéraux-démocrates. De fait, des négociations officielles commencent le jour même entre représentants Labour et LibDems, mais dès le lendemain, ces derniers choisissent finalement de se tourner vers les Tories, notamment après que plusieurs dirigeants du Parti travailliste ont exprimé leur réticence à former une coalition avec les Libéraux-démocrates.
Le 11 mai, Gordon Brown remet sa démission à la reine, qui nomme David Cameron comme Premier ministre. Ce dernier annonce aussitôt la formation d'une coalition avec les LibDems. C'est le premier gouvernement de coalition au Royaume-Uni depuis 1945. Le Parti conservateur revient au pouvoir, 13 ans après le départ de John Major du 10, Downing Street.
Le nouveau gouvernement annonce aussitôt son intention de baisser les dépenses publiques, notamment dans le domaine de la santé, et de « créer le régime d’imposition des entreprises le plus avantageux du G20 ».

## Analyse post-électorale
Les libéraux-démocrates de Nick Clegg rognent sur l’électorat conservateur en se montrant moins radical que la formation surnommée « the nasty party » (littéralement, « le parti méchant »). Ils parviennent également à séduire des électeurs de gauche déçus par le New Labour.

### Analyse sociologique
|                             |      |      |      |      |
| Total                       | 37 % | 30 % | 24 % | 10 % |
| Sexe                        |      |      |      |      |
| Hommes                      | 38 % | 28 % | 22 % | 12 % |
| Femmes                      | 36 % | 31 % | 26 % | 8 %  |
| Âge                         |      |      |      |      |
| 18-24 ans                   | 30 % | 31 % | 30 % | 9 %  |
| 25-34 ans                   | 35 % | 30 % | 29 % | 7 %  |
| 35-44 ans                   | 34 % | 31 % | 26 % | 9 %  |
| 45-54 ans                   | 34 % | 28 % | 26 % | 12 % |
| 55-64 ans                   | 38 % | 28 % | 23 % | 12 % |
| Plus de 65 ans              | 44 % | 31 % | 16 % | 9 %  |
| Hommes par âge              |      |      |      |      |
| 18-24 ans                   | 29 % | 34 % | 27 % | 10 % |
| 25-34 ans                   | 42 % | 23 % | 30 % | 6 %  |
| 35-54 ans                   | 36 % | 28 % | 30 % | 6 %  |
| Plus de 55 ans              | 41 % | 29 % | 16 % | 14 % |
| Femmes par âge              |      |      |      |      |
| 18-24 ans                   | 30 % | 28 % | 34 % | 9 %  |
| 25-34 ans                   | 27 % | 38 % | 27 % | 8 %  |
| 35-54 ans                   | 33 % | 31 % | 29 % | 8 %  |
| Plus de 55 ans              | 42 % | 30 % | 21 % | 7 %  |
| Classes sociales            |      |      |      |      |
| AB                          | 39 % | 26 % | 29 % | 7 %  |
| C1                          | 39 % | 28 % | 24 % | 9 %  |
| C2                          | 37 % | 29 % | 22 % | 12 % |
| DE                          | 31 % | 40 % | 17 % | 12 % |
| Hommes par classes sociales |      |      |      |      |
| AB                          | 44 % | 23 % | 27 % | 7 %  |
| C1                          | 40 % | 28 % | 22 % | 10 % |
| C2                          | 33 % | 33 % | 19 % | 15 % |
| DE                          | 32 % | 35 % | 13 % | 20 % |
| Femmes par classes sociales |      |      |      |      |
| AB                          | 34 % | 29 % | 31 % | 6 %  |
| C1                          | 39 % | 28 % | 25 % | 8 %  |
| C2                          | 41 % | 25 % | 25 % | 9 %  |
| DE                          | 29 % | 45 % | 19 % | 7 %  |
| Habitation                  |      |      |      |      |
| Possédée                    | 45 % | 24 % | 21 % | 11 % |
| Hypothéquée                 | 36 % | 29 % | 26 % | 9 %  |
| Locataire social            | 24 % | 47 % | 19 % | 11 % |
| Locataire privé             | 35 % | 29 % | 27 % | 9 %  |
| Groupe ethnique             |      |      |      |      |
| Blanc                       | 38 % | 28 % | 24 % | 10 % |
| Non-Blanc                   | 16 % | 60 % | 20 % | 4 %  |